# Waycross
Waycross is een plaats (city) in de Amerikaanse staat Georgia, en valt bestuurlijk gezien onder Pierce County en Ware County.

## Demografie
Bij de volkstelling in 2000 werd het aantal inwoners vastgesteld op 15.333.
In 2006 is het aantal inwoners door het United States Census Bureau geschat op 14.813, een daling van 520 (-3,4%).

## Geografie
Volgens het United States Census Bureau beslaat de plaats een oppervlakte van
30,3 km², geheel bestaande uit land.

## Geboren
- Pernell Roberts (1928-2010), acteur

## Plaatsen in de nabije omgeving
De onderstaande figuur toont nabijgelegen plaatsen in een straal van 32 km rond Waycross.